# Montemorelos
Montemorelos é um município do estado de Nuevo León, no México, a 82 km de Monterrei, a capital do estado. A principal atividade econômica é o cultivo da laranja e os serviços médicos e educativos, fornecidos pela Universidade de Montemorelos e o seu Centro Médico, conhecido como "Hospital La Carlota".
Em 2005, o município possuía um total de 53.854 habitantes.